# Капела Светог Димитрија у Јагоштици
Капела Светог Димитрија, на Зборишту, у Јагоштици, подигнута је 1928. године, недалеко од основне школе. Припада Епархији жичкој Српске православне цркве.
Капела је подигнута као брвнара на правоугаоној основи и кровом на четири воде, првобитно покривеним боровом шиндром, а данас црепом. На грађевини није наглашена олтарска апсида на источној страни, већ је у унутрашњости помоћу једноставне дрвене преграде формиран и одвојен од наоса олтарски простор. Прозори су мали, а једноставна врата подсећају на врата околних кућа за становање. Ова сакрална грађевина мало се користи и запуштена је.